# Iken
Iken is een plaats en civil parish in het Engelse graafschap Suffolk.